# Pentti Hämäläinen
Pentti Olavi Hämäläinen (* 19. Dezember 1929 in Kotka, Finnland; † 11. Dezember 1984 in Kotka) war ein finnischer Boxer. Hämäläinen war Bronzemedaillengewinner der Europameisterschaften 1951 und 1955 und der Olympischen Spiele 1956 und Goldmedaillengewinner der Olympischen Spiele 1952.

## Amateur
Hämäläinen war finnischer Meister der Jahre 1950, 1951 und 1959 im Fliegengewicht (-51 kg), 1952 und 1953 im Bantamgewicht (-54 kg) und 1954 und 1956 Federgewicht (-57 kg).
Bei der Europameisterschaft 1951 in Mailand errang Hämäläinen die Bronzemedaille im Fliegengewicht. Während dieser Meisterschaften schlug er u. a. den Europameister von 1949 Janusz Kasperczak. 1952 nahm er an den Olympischen Spielen in Helsinki teil, bei denen er nach Siegen über Thomas Nicholls, Vereinigtes Königreich (3:0), Henryk Niedžwiedzki, Polen (3:0), Lennie von Graevenitz, Südafrikanische Union (3:0) und Gennadi Garbusow, Sowjetunion (3:0), das Finale erreichte. Dieses gewann er mit 2:1 Richterstimmen gegen den Iren John McNally und somit die olympische Goldmedaille im Bantamgewicht.
Bei der Europameisterschaft 1953 in Warschau unterlag Hämäläinen bereits im Viertelfinale gegen den Polen Zenon Stefaniuk nach Punkten. Nachdem er 1955 bei den 1. Skandinavischen Meisterschaften die Goldmedaille im Federgewicht gewonnen hatte, errang er noch im selben Jahr die Bronzemedaille der Europameisterschaften in West-Berlin. Auch an den Olympischen Spielen 1956 in Melbourne nahm Hämäläinen teil und erhielt dort nach Siegen über Martin Smyth, Irland, Burhard Schroeter, DDR, und Ján Zachara, Tschechoslowakei, und einer Halbfinalniederlage gegen den Briten Thomas Nicholls die Bronzemedaille.

## Profi
Seine Profikarriere, begonnen 1957, dauerte nur sechs Kämpfe. In seinem zweiten Profikampf besiegte er 1958 den als Profi ebenfalls noch ungeschlagenen Edgar Basel nach Punkten. Nach einer vorzeitigen Niederlage gegen den Marokkaner Mimoun Ben Ali beendete er seine Karriere.